# Beweismittel
Beweismittel dienen bei der gerichtlichen Beweisaufnahme zur Aufklärung eines relevanten Sachverhalts.

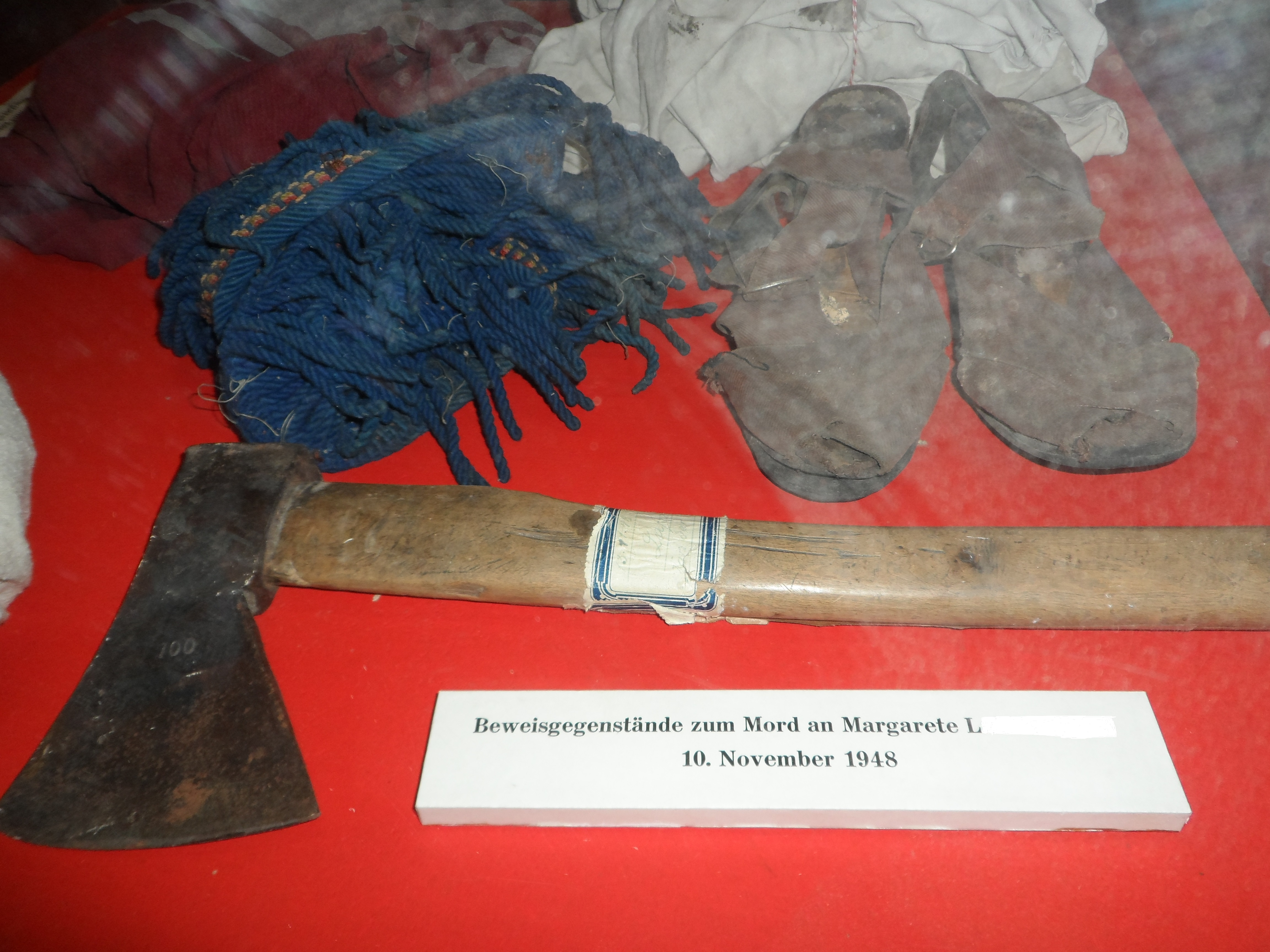
Beweisgegenstände eines Mordfalles von 1948, aufbewahrt in einer Asservatenkammer

## Allgemeines
Die Wahrheitsfindung erfolgt im Strafprozessrecht sowie im Verwaltungsprozessrecht von Amts wegen, d. h. das Gericht erhebt die entsprechenden Beweise selbständig, ohne dass es hierfür eines gesonderten Antrags der Parteien bedarf. Anders ist es im Zivilprozessrecht. Hier herrscht die sogenannte Dispositionsmaxime vor. Das bedeutet, dass derjenige, der eine Tatsache behauptet, aus der er einen Vorteil hat, hierfür die Beweislast trägt.
Dabei bedient sich das Gericht verschiedener Beweismittel, mit deren Hilfe in einem Gerichtsprozess die Beweisführung vorgenommen werden soll. Dabei kann sich ein Gericht zur Sachverhaltsermittlung der eigenen Wahrnehmung (richterliche Augenscheinseinnahme, Urkunden, Gutachten), der fremden Wahrnehmung (Angeklagte, Zeugen) oder fremder Fachkunde (Sachverständiger) bedienen. Die Beweismittel können in Sachbeweise und Personenbeweise aufgeteilt werden.

## Deutschland
Beweismittel sind eine Erkenntnisquelle, durch die sich das Gericht von der Wahrheit oder Unwahrheit einer Behauptung überzeugen soll. Die einzelnen Beweismittel sind im deutschen Zivil- und Strafprozessrecht ähnlich. Im Strengbeweisverfahren ist jeweils nur eine vom Gesetz vorgesehene abschließende Aufzählung, die nicht beliebig erweitert werden kann, vorgesehen.

### Zivilprozessrecht
Die Parteien treten den Beweis unter Angabe der Beweismittel an (§ 282 Abs. 1 ZPO). Die Beweismittel dienen dem Nachweis der eigenen Tatsachenbehauptungen und der Widerlegung der gegnerischen Tatsachenbehauptungen. Vor einem Zivilgericht kommen im Strengbeweisverfahren nach deutschem Recht und nach österreichischer Zivilprozessordnung (ZPO) nur folgende Beweismittel in Betracht (Merkspruch: „SAPUZ bzw. SPAUZ“):
- Sachverständigengutachten (§§ 402 ff. ZPO) sowie Parteigutachten: Durch Sachverständige soll dem Richter das notwendige Fachwissen zur Beurteilung von Tatsachen vermittelt werden.[1] Sachverständige sind – im Gegensatz zum Zeugen – ersetzbar oder vertretbar. Ihre Bedeutung hat wegen der technischen, aber auch medizinischen Entwicklung stetig zugenommen, so dass sie tendenziell eine streitentscheidende Tätigkeit leisten.[2]
- Augenschein (§§ 371 ff. ZPO): Das Gericht ordnet den Augenschein auf Beweisantrag oder von sich aus nach Ermessen an (§§ 371, § 144 ZPO) und darf ihn beliebig dem beauftragten oder ersuchten Richter übertragen (§ 372  Abs. 2 ZPO). Der Augenschein ist zu protokollieren (§ 160 Abs. 3 Nr. 5 ZPO).
- Parteivernehmung: sie hat lediglich subsidiäre Funktion (§ 445 Abs. 1, § 448 ZPO) und ist teilweise an das Einverständnis der Gegenpartei geknüpft (§ 447 ZPO). Werden bessere Beweismittel benannt, soll sie zurückstehen (§ 450 Abs. 2 ZPO), da sie als das ungünstigste förmliche Beweismittel gilt.[3]
- Urkunden (§§ 415 ff. ZPO): Urkunden im prozessualen Sinne sind alle verkörperten Gedankenerklärungen in Schriftform.[4] Diese weite Auslegung macht auch Telefax oder den Ausdruck einer E-Mail (jeweils mit Absenderangabe) zur prozessrelevanten Urkunde.[5]
- Zeugen (§§ 373ff. ZPO): Sie sind mit Abstand das wichtigste Beweismittel, auch wenn ihre Aussagen vom Richter nicht immer leicht zu würdigen sind.[6] Parteien können nur als Zeugen vernommen werden, wenn sie nicht zur Parteivernehmung zugelassen sind (§ 445 ZPO).

Als Mittel des Freibeweises stehen die Versicherung an Eides statt (§ 294 Abs. 1 ZPO) und die amtliche Auskunft einer Behörde (§§ 273 Abs. 2 Nr. 2, § 358a Satz 2 Nr. 2 ZPO) zur Verfügung. Die amtliche Auskunft ist nur ein Substitut und kein eigenständiges Beweismittel; sie kann die Zeugenvernehmung oder das Sachverständigengutachten ersetzen. Auch ein Geständnis ist kein Beweismittel, sondern macht die Beweiserhebung überflüssig.

### Strafprozessrecht
Im Strafverfahren kommen in der Hauptverhandlung für den Strengbeweis nach deutschem Recht nur folgende Beweismittel in Betracht:
- Sachverständigengutachten (§§ 72 ff. StPO);
- richterliche Augenscheinseinnahme (§ 86 StPO): der richterliche Augenschein muss nach dem pflichtgemäßen Ermessen des Gerichts zur Erforschung der Wahrheit erforderlich sein (§ 244 Abs. 5 StPO). Vor allem am Tatort kann oft eine weiterführende Sachaufklärung ermöglicht werden.[7]
- Urkundenbeweis (§ 249 StPO),
- Zeugen (§§ 48 ff. StPO),
- Beschuldigter (§ 157 StPO): Die Aussagen, Einlassungen und Geständnisse des Angeklagten zur Sache (§ 243 Abs. 5 StPO) werden von der herrschenden Meinung als Beweismittel behandelt.[8] Ein glaubhaftes, plausibles Geständnis ist im Regelfall für die Schuldfrage von erheblicher Bedeutung, so dass die Aussage des Angeklagten zur Sache eine „wichtige Quelle zur Erkenntnis des Sachverhalts“ darstellt.[9] Das Geständnis kann sogar als alleinige Grundlage des Urteils fungieren (§ 260 Abs. 1 und Abs. 4 StPO).

Bereits das Reichsgericht hatte betont, dass das Geständnis sowie das sonstige Verhalten des Angeklagten Beweistatsachen seien und damit der aus der Hauptverhandlung zu schöpfenden freien richterlichen Beweiswürdigung und Überzeugungsbildung (§ 261 StPO) zugänglich seien. Das Geständnis ist faktisch ein Beweismittel im weiteren Sinne.

## Österreich
In Österreich kennt die ZPO für die Beweisaufnahme fünf Beweismittel: Urkunden (§§ 292 bis 319 ZPO), Zeugen (§§ 320 bis 350 ZPO), Sachverständige (§§ 351 bis 367 ZPO), Augenschein (§§ 368 bis 370 ZPO) und die Vernehmung der Parteien (§§ 371 bis 383 ZPO). Grundsätzlich können alle Erkenntnisquellen als Beweismittel zugelassen werden; diese werden je nach ihrer Ausgestaltung den Vorschriften über eines der angeführten Beweismittel eingeordnet. Im Rahmen der „freien Beweiswürdigung“ (§ 272 ZPO) ist der Richter an keine gesetzlichen Beweisregeln gebunden, sondern hat nach seiner persönlichen Überzeugung zu beurteilen, ob der Beweis gelungen ist oder nicht.

## Schweiz
In der Schweiz kennt die ZPO einen festen Katalog (Numerus clausus) von Beweismitteln (Art. 168 Abs. 1 ZPO). Hierzu gehören Zeugnis, Urkunde, Augenschein, Gutachten, schriftliche Auskunft und Parteibefragung sowie Beweisaussage. Das Gericht befindet nach seiner frei gebildeten Überzeugung (freie Beweiswürdigung), ob der Beweis für eine rechtserhebliche, streitige Tatsache erbracht ist oder nicht (Art. 157 ZPO). Der Numerus clausus gilt nicht für Verfahren betreffend Kinderbelange in familienrechtlichen Angelegenheiten (Art. 168 Abs. 2 ZPO). Hier sieht das Schweizerische Bundesgericht den sog. Freibeweis bzw. jedes beweistaugliche Erkenntnismittel vor.

## USA
Während in Deutschland, Österreich und in der Schweiz im Zivilprozess jede Partei nur die Beweismittel verwenden kann, über die sie verfügt, ermöglicht in den USA die „pre-trial discovery“, dass das Beweismaterial im Besitz der Gegenpartei oder von Dritten im Wege der „request“ heraus verlangt werden kann.

## Sonstiges
Die Rhetorik unterscheidet so genannte äußere Beweismittel, die ohne Anwendung der Redekunst gegeben sind wie Gesetze oder Urkunden und innere Beweismittel, die durch Redekunst erzeugt wurden wie Analogieschlüsse oder Enthymeme. Beweismittel sind ein Teil der rhetorischen Argumentation.
Beweisvereitelung und Strafvereitelung sind strafbar.